# جوزيف إتش دي كاسترو
جوزيف إتش دي كاسترو (بالإنجليزية: Joseph H. De Castro)‏ هو عسكري أمريكي، ولد في 14 نوفمبر 1844 في بوسطن في الولايات المتحدة، وتوفي في 8 مايو 1892 في نيويورك في الولايات المتحدة.